# Enchanted (Taylor Swift)
Enchanted è un brano musicale della cantautrice statunitense Taylor Swift, nona traccia del terzo album in studio Speak Now.

## Descrizione
Il brano è stato scritto interamente dalla sola Taylor Swift durante la sua prima tournée, il Fearless Tour. Nel testo, Swift si rivolge a un uomo di cui è rimasta infatuata dopo averlo incontrato di persona, esprimendo il desiderio di continuare a frequentarlo. L'utilizzo della parola wonderstruck (meravigliata) nel testo è intenzionale, dato che è stata utilizzata in un'e-mail dall'uomo a cui è dedicato il brano. Nel booklet di Speak Now, la canzone include il messaggio segreto "A-D-A-M", che molti hanno speculato essere un riferimento ad Adam Young, fondatore del progetto musicale Owl City. Quest'ultimo ha dichiarato di essere stato anch'egli infatuato della cantante quando l'ha incontrata e ha in seguito pubblicato una cover del brano in cui, cambiando alcune parole del testo, risponde a Swift.
La traccia era inizialmente prevista come title track del terzo album di Taylor Swift, ma quest'ultima è stata in seguito convinta da Scott Borchetta, presidente della Big Machine Records, a cambiare il titolo del progetto poiché Enchanted non rispecchiava il tono più maturo del disco.
Nell'ottobre 2011, Swift ha collaborato con la Elizabeth Arden per la realizzazione della fragranza Wonderstruck, seguita nel luglio 2012 da Wonderstruck Enchanted; entrambe le fragranze fanno riferimento al brano, che è anche presente nella campagna pubblicitaria utilizzata per promuoverle.

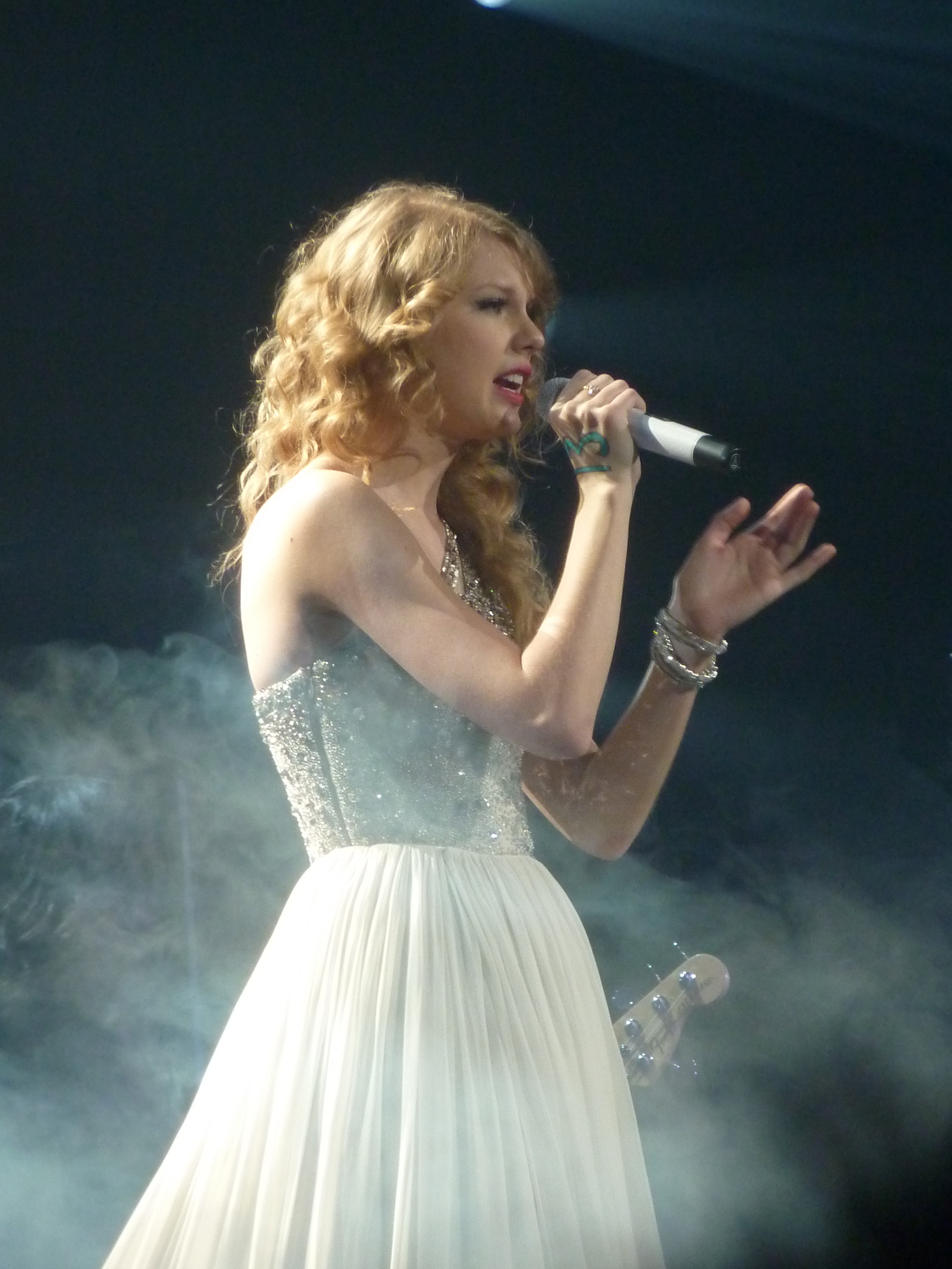
Taylor Swift si esibisce con Enchanted durante lo Speak Now World Tour nel 2011.

Dalla sua pubblicazione, il brano è stato incluso nella scaletta di tre delle tournée intraprese dalla cantante: lo Speak Now World Tour (2011-2012), il The 1989 World Tour (2015) e il The Eras Tour (2023). Nel 2021 il brano è diventato virale sulla piattaforma cinese TikTok, evento che ha portato a un improvviso aumento di popolarità e di ascolti a più di dieci anni dalla pubblicazione originale.

## Classifiche
| Classifica (2010-23) | Posizione massima |
| -------------------- | ----------------- |
| Australia            | 27                |
| Canada               | 47                |
| Filippine            | 4                 |
| Grecia               | 43                |
| Portogallo           | 51                |
| Singapore            | 2                 |
| Stati Uniti          | 75                |
| Vietnam              | 39                |

## Enchanted (Taylor's Version)
In seguito alla controversia con la sua precedente casa discografica e la vendita dei master delle pubblicazioni precedenti al suo contratto con la Republic Records, Swift ha cominciato a ri-registrare tutta la sua discografia dal 2006 al 2019, includendo anche brani non inclusi in alcun album in studio. Ogni reincisione presenta la dicitura Taylor's Version nel titolo, per distinguerla dall'incisione originale e quindi dal master non di proprietà della cantautrice.
Il 7 luglio 2023 Taylor Swift ha ripubblicato il brano sotto il nome Enchanted (Taylor's Version), incluso nell'album Speak Now (Taylor's Version).